# Carol Ardeleanu
Carol Ardeleanu (Bucarest, 16 marzo 1883 – Bucarest, 23 novembre 1949) è stato uno scrittore rumeno.
Realista, narrò la vita dei bassifondi rumeni utilizzandola come denuncia contro la società di inizio XX secolo. Tra le sue opere si ricordano La Russia rivoluzionaria (1918), La sottana bianca (1921), La casa con le ragazze (1931) e Vita da cane (1936).